# Jean-François-Albert du Pouget de Nadaillac

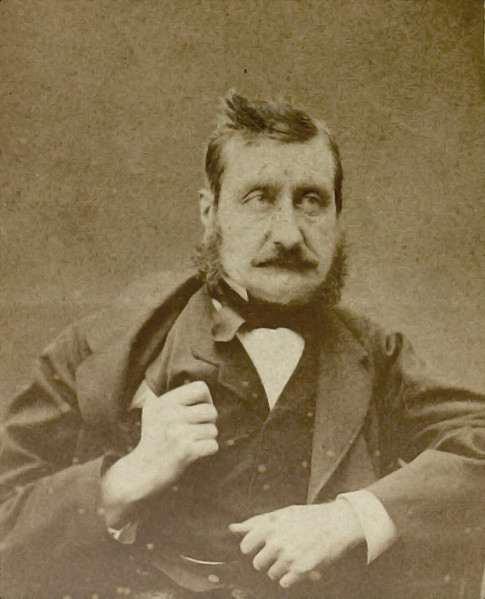
Jean-François Albert du Pouget de Nadaillac

Jean-François-Albert-du Pouget de Nadaillac, född den 16 oktober 1818 i London, död den 1 juli 1904 i Cloyes-sur-le-Loir, var en fransk markis, ämbetsman och paleontolog. 
Nadaillac var till 1871 jordbrukare, blev samma år prefekt i departementet Basses-Pyrénées och 1876 i departementet Indre-et-Loire, men drog sig 1877 tillbaka. Han var en värderad Amerikakännare och utgav bland annat L'ancienneté de l'homme (2 upplagor 1870), Les premiers hommes et les temps préhistoriques (2 band, 1880), L'Amérique préhistorique (1882), Les anciennes populations de Colombie (1885), Moeurs et monuments des peuples préhistoriques (1888) och Unité de l'espèce humaine (1899).